# Jaime Ribeiro

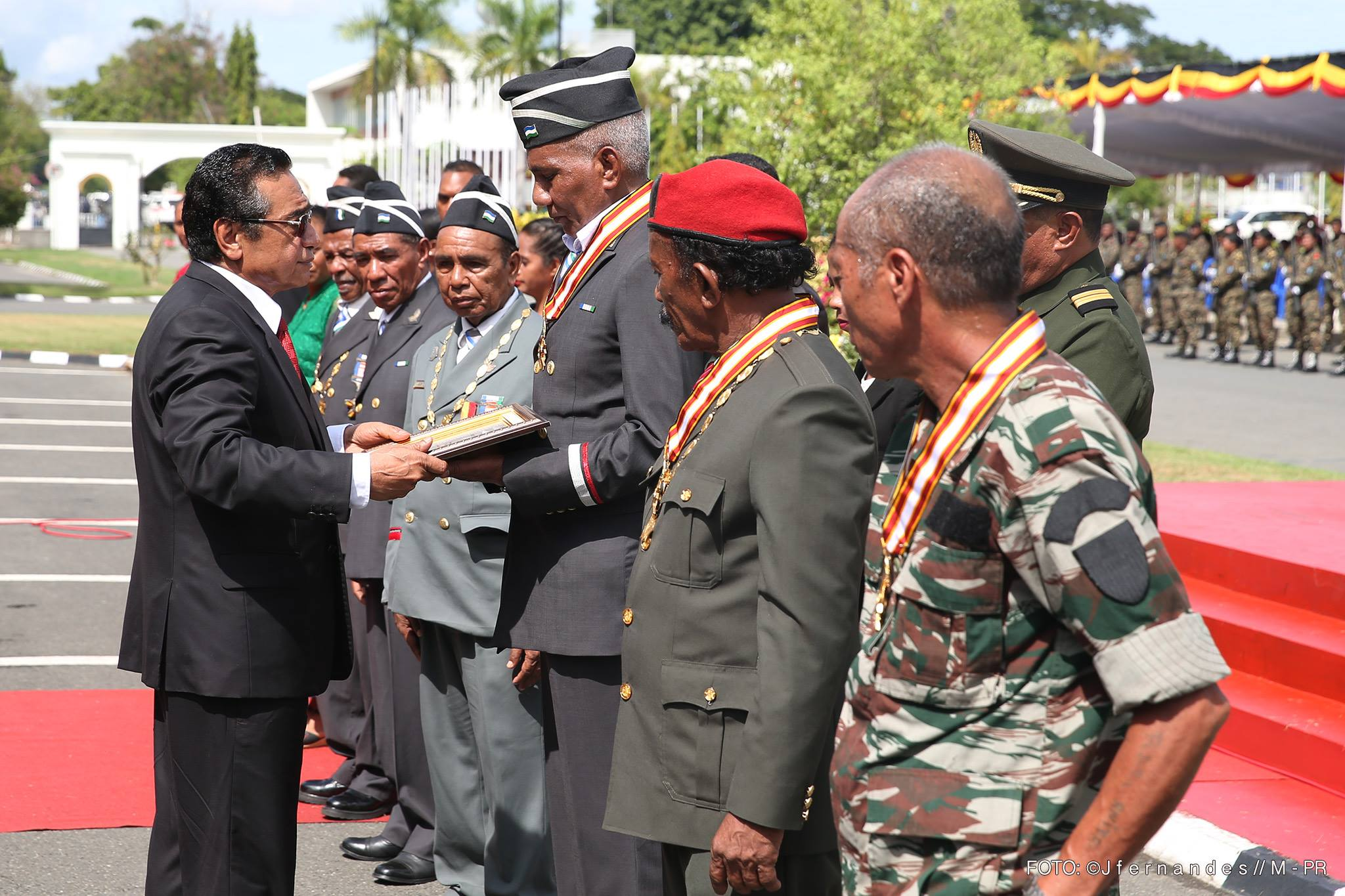
Jaime Ribeiro empfängt 2018 den Ordem de Timor-Leste von Präsident Francisco Guterres

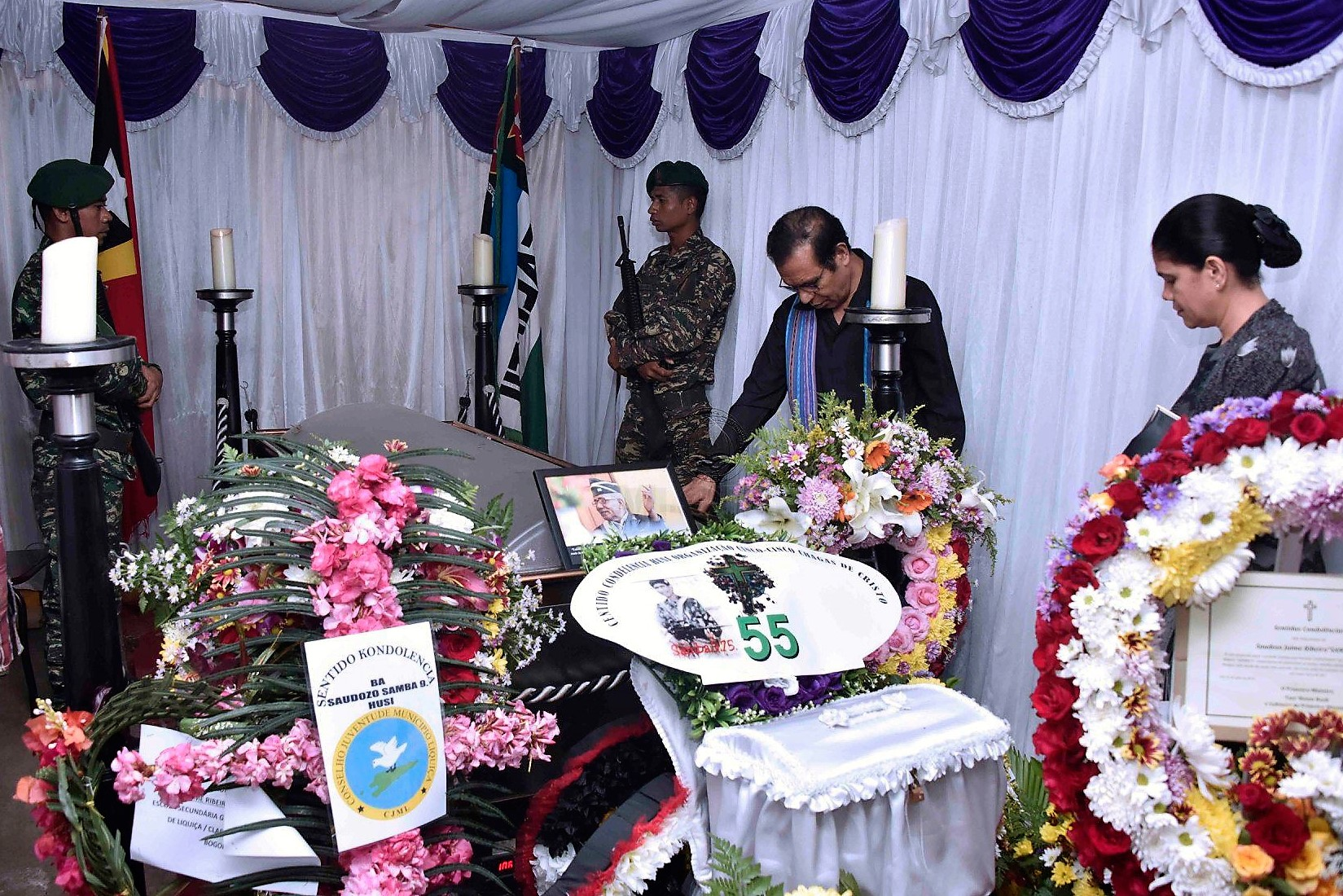
Premierminister Taur Matan Ruak beim Begräbnis von Jaime Ribeiro (2019)

Jaime Ribeiro (* 15. April 1959 in Liquiçá, Portugiesisch-Timor; † 30. Juni 2019 in Dili, Osttimor), Kampfnamen Samba 9, Samba Sembilan, Sambilan, war ein osttimoresischer Freiheitskämpfer.

## Werdegang
Ribeiro kämpfte, als Mitglied der Forças Armadas de Libertação Nacional de Timor-Leste (FALINTIL), die gesamte indonesische Besatzungszeit (1975–1999) gegen die Invasoren.  Ab 1981 war er Gruppenführer, von 1986 bis 1991 Zugführer und von 1992 bis 1999 zweiter Regionalkommandant in der Region III. Am 9. November 1998 griff er, entgegen der Anweisung von FALINTIL-Chef Xanana Gusmão, der in dieser Zeit der Verhandlungen Zurückhaltung bei militärischen Aktionen einforderte, das Hauptquartier des indonesischen Subdistrikt-Territorialkommandos (Koramil) in Alas an. Dabei wurden drei indonesische Soldaten getötet und 13 gefangen genommen worden. Elf Soldaten wurden später freigelassen. Auch neun FALINTIL-Kämpfer kamen ums Leben. Die indonesische Armee reagierte mit einer einwöchigen Strafaktion in der Region Alas.
1999 wurde die FALINTIL im Rahmen der Neugründung des Staates Osttimors in eine reguläre Armee überführt. Ribeiro zog es vor, ins Zivilleben zurückzukehren. Als Veteran des Befreiungskampfes erhielt er eine staatliche Pension. Ribeiro nutzte sie, um seinen Heimatort zu unterstützen.
2006 wurde Ribeiro mit dem Ordem da Guerrilha ausgezeichnet. Am 28. November 2018 erhielt er den Collar des Ordem de Timor-Leste von Staatspräsident Francisco Guterres. Zuletzt war Ribeiro Aktivist der Partidu Libertasaun Popular (PLP) in seiner Heimatgemeinde Liquiçá. Er verstarb am 30. Juni im Hospital Nacional Guido Valadares in der Landeshauptstadt Dili.
Ribeiro wurde im Heldenfriedhof in Metinaro beigesetzt. Er hinterließ drei Töchter und vier Söhne.